# 平野哲史
平野 哲史（ひらの てつし、1977年11月28日 - ）は、NHKのチーフアナウンサー。

## 人物
神奈川県横浜市出身。私立開成高等学校を経て、東京大学経済学部卒業後、2000年に入局。
2011年3月11日に国会中継の参議院決算委員会中に東北地方で発生した、東北地方太平洋沖地震の際、テレビやラジオを通じて呼びかけを行った。
低音の響きが豊かな声質で、これまでドキュメンタリー番組のナレーションを数多く、またNHKニュースおはよう日本のニュースリーダーを担当。福井放送局にて、吉田浩 の後任として、放送部副部長を務めた後、一時期はアナウンス室を離れ、管理局に所属されていたが、2023年7月よりアナウンス職に復帰した。

## 現在の担当番組
- 茨城のニュース
- アナウンスグループ統括
- 茨城ニュース845（不定期）
- 茨城スペシャル（編集責任者）
- いば6（編集責任者・キャスター代行）
- 緊急報道（水戸放送局発）
- 水戸放送局制作番組の編集責任者

## 過去の担当番組
京都放送局時代（2000年度 - 2006年度）
- ニュース610 京いちにち キャスター
- 京都ニュース845（不定期）

水戸放送局時代（1度目）（2007年度 - 2009年度）
- 金曜茨城スペシャル　司会（不定期）
- 茨城ニュース845（不定期）
- 首都圏ネットワーク・首都圏ニュース845[注釈 1]
- 知られざる野生  ビーバー 森の建築家（ナレーション）
- 産地発!たべもの一直線　リポーター
- NHKニュースおはよう日本　6時台ニュースリーダー

東京アナウンス室時代（1度目）（2010年度 - 2012年度）
- 100分de名著 論語（ナレーション）
- 世界遺産　時を刻む（サブナレーション）
- 国会中継（不定期）
- サイエンスZERO ナレーション
- 週刊ニュース深読み　キャスター
- NHKニュースおはよう日本 6:00 - 8:00 ニュースリーダー（祝日を除く月曜 - 金曜）
  - 番組内の関東甲信越ローカル枠 キャスター 6:25 - 6:29（祝日を除く月曜 - 金曜）
- ニュース・気象情報（不定期）

仙台放送局時代（2013年度 - 2016年度）
- 東北Z  風雪のクロニクル ~六ヶ所村と核燃料サイクル~（ナレーション）
- ラジオ特集　震災3年 心と心をつないだ歌（ラジオ第1）司会（2014年3月11日）[2]
- てれまさむね（キャスター）
- NHKニュースおはよう日本　キャスター
- クローズアップ東北 キャスター
- マイあさラジオ東北（不定期）

福井放送局時代（2017年度 - 2021年6月）
- 福井県のニュース
- ニュースザウルスふくい（編集責任者・川崎寛司、角谷直也、五十嵐椋のキャスター代行など）
- ニュースザウルス845（不定期）
- おはよう福井（不定期）
- さらさらサラダ福井（編集責任者）
- 放送部副部長（2018年6月-2021年6月）
- 緊急報道（福井放送局発）
- 福井放送局制作番組の編集責任者
- インタビューここから（2019年9月23日）

東京アナウンス室時代（2度目）（2023年7月 - 2024年11月）
- 福井県のニュース（福井放送局への応援）（2024年7月25日 - 29日）
- 茨城県のニュース（水戸放送局への応援）（2024年10月29日） ※お昼のニュースは、同日の『列島ニュース』でも全国放送。

水戸放送局時代（2度目）（2024年12月 - ）
- いばっちゃお（編責）
- ひるまえほっと〜関東甲信越〜 茨城県情報（編責）